# Ogar

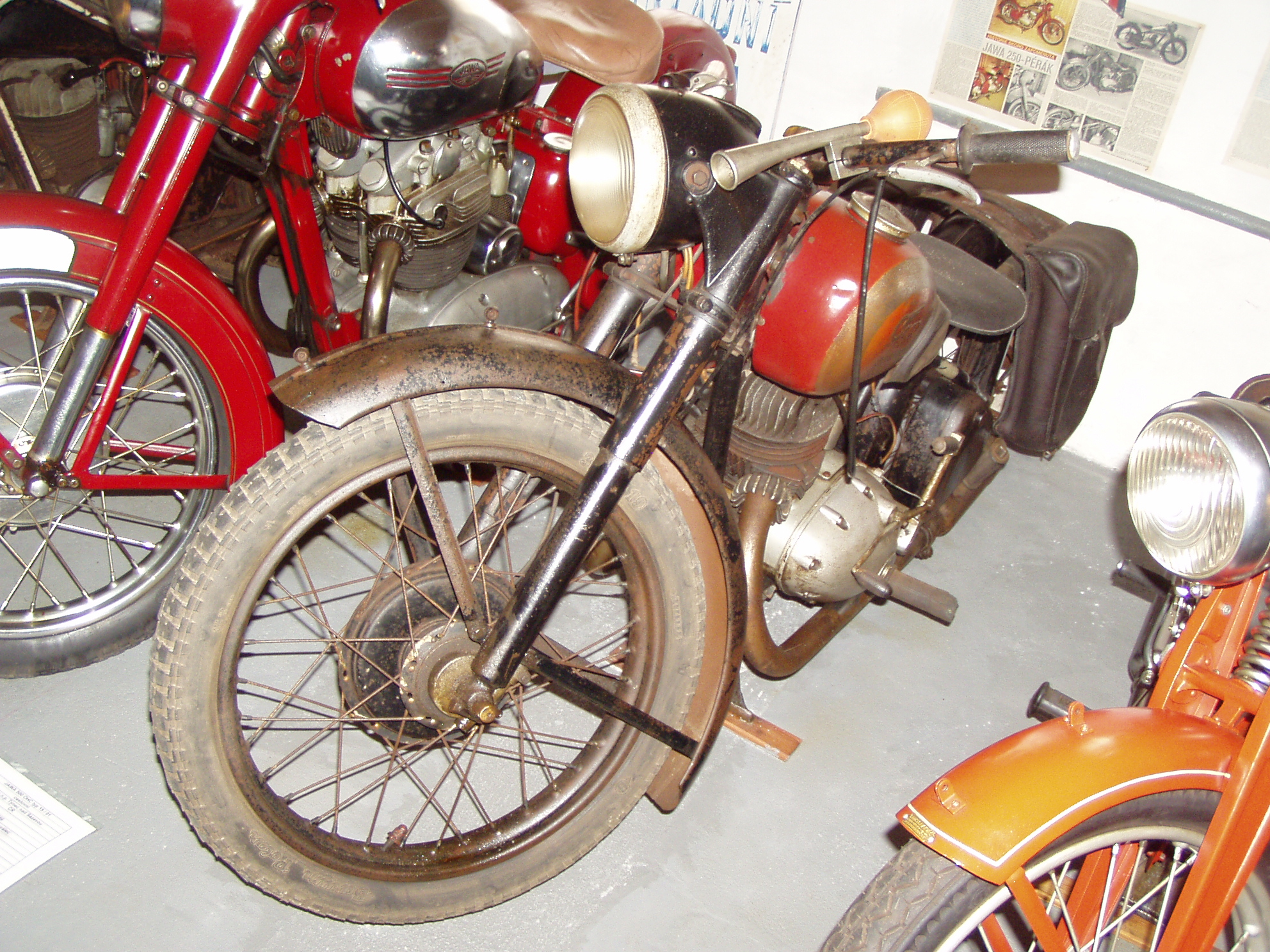
Ogar 250

Ogar is een historisch merk van motorfietsen.
Machek & Spol, “Autfit”, Praha (1934-1950).
Tsjechisch merk dat sportieve 246 cc tweetakten met eigen motorblokken produceerde. Na de oorlog werd het bedrijf genationaliseerd en bouwde men er de latere 346 cc Jawa-modellen korte tijd onder de naam Ogar. De Jawa's waren in die periode (uiteraard) rood en de Ogars grijs gespoten.